# Paratachycines boldyrevi
Paratachycines boldyrevi är en insektsart som först beskrevs av Boris Petrovich Uvarov 1926.  Paratachycines boldyrevi ingår i släktet Paratachycines och familjen grottvårtbitare. Inga underarter finns listade i Catalogue of Life.